# 718

## Úmrtí
- chán Tervel

## Hlavy států
- Papež – Řehoř II. (715–731)
- Byzantská říše – Leon III. Syrský
- Franská říše – Karel Martel (majordomus) (718–741)
  - Neustrie & Burgundsko – Chilperich II. (715–721)
  - Austrasie – Chlothar IV. (717–720) + Karel Martel (majordomus) (717–718)
- Anglie
  - Wessex – Ine
  - Essex – Saelred + Swaefbert
  - Mercie – Æthelbald
  - Kent – Withred
- První bulharská říše – Tervel